# Субпрефектура

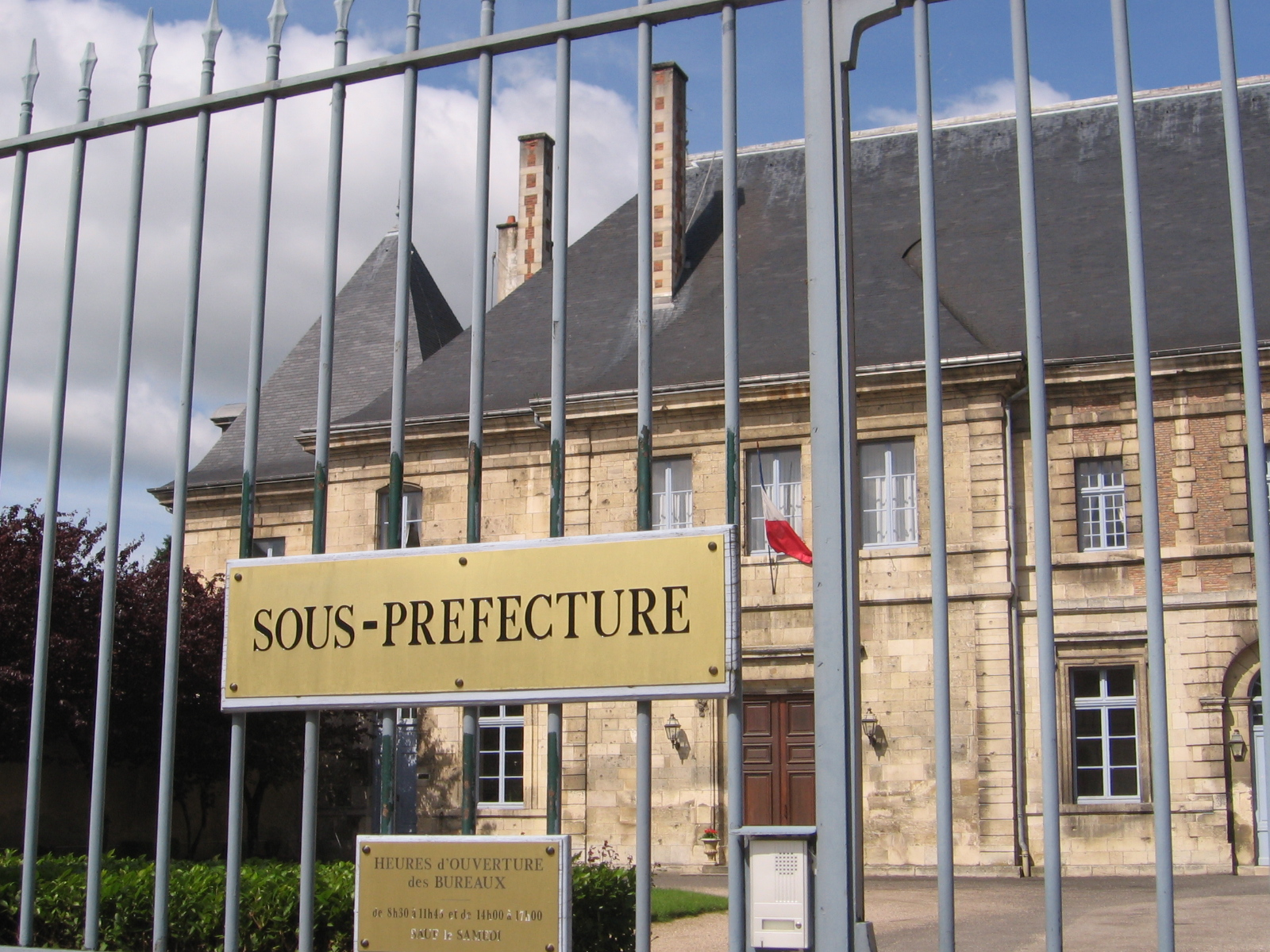
Супрефектура Верден

Су́бпрефекту́ра (англ. subprefecture, порт. subprefeitura, фр. sous-préfecture) — адміністративно-територіальна одиниця середнього рівня в ряді країн світу. Складова префектури, провінції, області тощо. Відповідає повіту, округу або району. Поділяється на муніципалітети.

## Португалія
Субпрефектури існували в Португальському королівстві у 1832—1835 роках. Вони були запроваджені в результаті адміністративної реформи Мозіню-да-Сілвейри, за зразком французьких супрефектур. Субпрефектури були складовими провінцій (префектур) і поділялися на муніципалітети. Офіційно субпрефектури називалися комарками. Їх очолювали субпрефекти, представниками центрального уряду (звідси назва — субпрефектура). 1835 року, внаслідок нової адміністративної реформи, замість субпрефектур були запроваджені округи.

## Франція
Супрефектура (фр. sous-préfecture) — підрозділ префектури, керований супрефектом.